# محمد أبو قرجة
محمد أبو قِرجَة، هو أحد قادة الدولة المهدية بالسودان وأمراء جيوشها البارزين، ورجل اقتصادها، عمل مع الزبير باشا وشارك في حروبه بالسودان قبل أن ينضم إلى صفوف الثورة المهدية.

## ميلاده واسمه بالكامل
ولد الحاج محمد عثمان أبو قرجة في حفير مشو، إحدى الجزر الواقعة بالقرب من بلدة كلكل بشمال السودان.

## نسبه
ينتمي أبو قرجة إلى قبيلة الدناقلة بشمال السودان، وهو من أقرباء محمد المهدي، وقد هاجر أسلافه دنقلا واستقروا في مدينة القطينة بمنطقة النيل الأبيض. أقام أبو قرجة في قرية أم غنيم على بعد 10 أميال (16 كيلومتر) من بلدة فشيشونة الواقعة على الضفة الغربية من نهر النيل الأبيض وتزوج بإبنة شقيق المهدي، حامد والتي أنجبت له ولده مبارك الذي قضى نحبه في شبابه.

## ولائه للمهدية
كان من أوائل المبايعين للإمام مهدي والمؤيدين لدعوته. وقد حاز بثقة المهدي الذي عينه أميراً في جيشه ولقّبه بأمير البحرين والبرّين (منطقتي النيل الأزرق والنيل الأبيض بالسودان، مشتملة أرض الجزيرة الإستراتيجية الواقعة بينهما).

## نشاطاته العسكرية
تولى أبوقرجة قيادة القوة المحاصرة للخرطوم في عامي 1884 و1885، وإن كانت بعض المصادر تشير إلى أن دوره فيها كان ثانوياً مقارنة بدور الأمير عبد الرحمن النجومي الذي قاد القوة المهاجمة للمدينة.
 انضم أبو قرجة للقوات التي عسكرت في منطقة الجريف، شرق الخرطوم وبمجرد وصوله إليها بعث برسالة إلى غوردون باشا للاستسلام، إلا أن غوردون تجاهل الرسالة واستمر في تحسين الحصن الذي كان قد بناه عبد القادر حلمي باشا حكمدار السودان في عام 1883 م،  في الخرطوم.
 كما اشترك أبو قرجة في الكثير من حروب المهدية كمعارك جبال النوبة، خلال عامي 1881 - 1882 ولعب دوراً رئيساً في تدمير جيش وليام هكس باشا عام 1883 م، حيث كان مكلفاً بمناوشة الجيش وعرقلة تقدمه من منطقة الدويم وحتى تخوم غرب السودان. ووفقاً للمؤرخ البريطاني ريد، فإن الفضل يعود إلى أبوقرجة في كسر شوكة هكس باشا وتحطيم معنويات جيشه قبل وصوله شبه منهار إلى غابة شيكان حيث وقعت المعركة مع الأنصار، كما شارك أبو قرجة في حروب المهدية في منطقة النيل الأزرق في عامي 1883- 1884

## إدواره السياسية والإدارية والإقتصادية
إيمانه بمبادئ الثورة المهدية وإخلاصه لنظامها أدى إلى تقلده فيها مناصب سياسية رفيعة وتولّيه مهام ذات طابع إداري واقتصادي مهم بجانب قيادته العسكرية للجيوش. فسعى خلال ولايته بالأمصار المختلفة إلى تشجيع الناس على الإنتاج واتباع سياسة فتح أبواب التجارة الخارجية مع البلدان والأمم المجاورة لبلاد السودان كالحبشة ومصر،
 كما أبدى اهتماماً كبيراً بتعزيز الدفاعات والحاميات وخطوط إمداداتها، وبني نظاماً محاسبياً وإحصائياً للدولة، فأرسله الخليفة عبد الله التعايشي إلى منطقة سواكن للإشراف على الإستثمار والإعمار هناك، ولكن سرعان ما دبّ اختلاف بينه وبين الأمير عثمان دقنة وصل إلى حد الشجار، فتم استدعائه إلى أم درمان، عاصمة الدولة المهدية. أُرسل إلى المنطقة مرة أخرى ولكن إلى مدينة كسلا جنوب سواكن، ولكنه أختلف هناك أيضاً مع الأمير مساعد قيدوم، وأعيد مرة أخرى إلى أم درمان.

## إطلاق سراحه وذهابه إلى دارفور
بتأجج الصراع بين الخليفة عبد الله التعايشي والأشراف حول الزعامة، فأمر الخليفة بأجراء تحريات حول مزاعم بإتصالات لأبي قرجة معهم، لتتم إدانته ومعاقبته بالنفي إلى الرجاف بجنوب السودان. وبقي بسجن الرجاف حتى أفرجت عنه القوات البلجيكية  التي توغلت في أراضي السودان انطلاقاَ من الكونغو البلجيكي إبان معركة كرري وهزيمة الأنصار فيها على يد الجنرال البريطاني كتشنر في سنة 1898. بعد تحريره من السجن، توجه أبو قرجة إلى دارفور لينضم إلى الأمير خالد زقل هناك وبقي فيها ثمان سنوات حظي خلالها باحترام السلطان علي دينار، حاكم درفور آنذاك.

## وفاته
بعد إعدام خالد زقل بواسطة السلطان علي دينار عاد أبوقرجة إلى قريته أم غنيم بمنطقة النيل الأبيض، ولم يمكث فيها طويلاً بعد أن أعياه مرض هو الدرن حسب رواية ريد، ليغادر إلى أم درمان حيث توفي فيها في سنة 1913.

## شخصية أبو قرجة وخصاله
عُرف عن أبي قرجة حبه لعمل الخير ومساعدة المعوزين، وعندما عاد الأنصار من توشكي بالشمال بعد هزيمتهم في المعركة عام 1889 م، استقبلهم أبوقرجة في إمارة بربر وسهر على تقديم المأوى والطعام لهم ومعالجة جرحاهم،
 كما عرفت عنه حنكته السياسية وجهوده الناجحة في تسوية النزاعات بين المهدية وبعض القبائل المناوئة لها بالطرق السلمية، فقد افلح في التفاوض مع مجموعة اعتصمت بقمم الجبال في شرق السودان احتجاجاً على سياسة ولاة الأمر المهديين تجاههم، فأعاد إليهم أبو قرجة أراضيهم وأموالهم المصادرة وتعهد بضمان أمنهم، وألف قلوب خصوم المهدية وسطهم فأعاد بناية جامع السيد الحسن المهدمة في كسلا، كما أهتم برعاية سجناء المهدية في سجن الرجاف بجنوب السودان. ووفقاً للدكتور دفع الله فإن الخليفة عبد الله كان يشيد بعبقرية الأمير أبو قرجة وقدرته العسكرية وكان يستدعيه كثيراً لسماع مشورته ورأيه في المسائل الصعبة، فلعب بذلك دور ما يعرف الآن بوصف «رجل المهمات الصعبة»، ونقل عن المهدي قولته المشهورة في أبوقرجة بأنه «مدبّر المهدية» أي عقلها المفكرّ ومستشارها. يقول الدكتور دفع الله «ما يهب المهدي هذه المرتبة الأعلي في نضال أمة لرجل واحد لولا أنه كان يستنطق رفقة محمودة قوية دامت في أشد أيام النضال قبل الجهر بالعداء للحكومة الأجنبية وحتي يوم النصر في الخرطوم وتحرير السودان».